# Macrosiphoniella lidiae
Macrosiphoniella lidiae är en insektsart. Macrosiphoniella lidiae ingår i släktet Macrosiphoniella och familjen långrörsbladlöss. Inga underarter finns listade i Catalogue of Life.